# Ampfing
Ampfing ist eine Gemeinde im oberbayerischen Landkreis Mühldorf am Inn. Ampfing ist einer der Hauptorte des Isentals.

## Geographie

### Geographische Lage
Ampfing liegt in der Region Südostoberbayern im Isental rund 24 km östlich von Dorfen, neun Kilometer westlich von Mühldorf, sechs Kilometer nördlich von Waldkraiburg und 72 km östlich der Landeshauptstadt München.

### Gemeindegliederung
Es gibt 63 Gemeindeteile:
- Aiching
- Aidenbach
- Ampfing
- Attenhausen
- Berg
- Boxham
- Bubing
- Dirlafing
- Edgarten
- Edmühle
- Eichheim
- Eigelsberg
- Fachenberg
- Faitzenham
- Furth
- Göppenham
- Hagenau
- Haid
- Hasenwinkel
- Heisting
- Hiebl
- Hinmühl
- Holzgasse
- Holzhäusl
- Holzheim
- Isengrund
- Kramerding
- Lain
- Lutzenberg
- Manharting
- Neuhaus
- Notzen
- Oberaichet
- Oberalmsham
- Oberapping
- Oberberg
- Oberhof
- Oberkiefering
- Oberneuling
- Peitzabruck
- Point
- Rabein
- Radlbrunn
- Ratzing
- Reibbruck
- Reit
- Salmanskirchen
- Schicking
- Stefanskirchen
- Steng
- Stetten
- Unteralmsham
- Unterneuling
- Utzing
- Vogging
- Waldsberg
- Weidachmühle
- Weiher
- Wendling
- Wimpasing
- Windstoß
- Zaismaier
- Zollbruck

Es gibt die Gemarkungen Ampfing, Salmanskirchen und Stefanskirchen.

### Nachbargemeinden
Im Osten grenzt die Gemeinde an Mettenheim, im Süden an das gemeindefreie Gebiet Mühldorfer Hart und an die Stadt Waldkraiburg, im Westen an Heldenstein und Rattenkirchen, im Nordwesten an Schwindegg und Buchbach und im Norden an Oberbergkirchen und Zangberg.

## Geschichte

### Die ersten mehr als eintausend Jahre
Der Ort wurde erstmals im Jahr 788 in der Notitia Arnonis erwähnt. Bekanntheit erlangte der Ort durch die lange als Schlacht bei Ampfing bezeichnete Schlacht zwischen Ludwig dem Bayern und Friedrich dem Schönen, bei der über die Krone des Heiligen Römischen Reiches auf dem Schlachtfeld entschieden wurde.

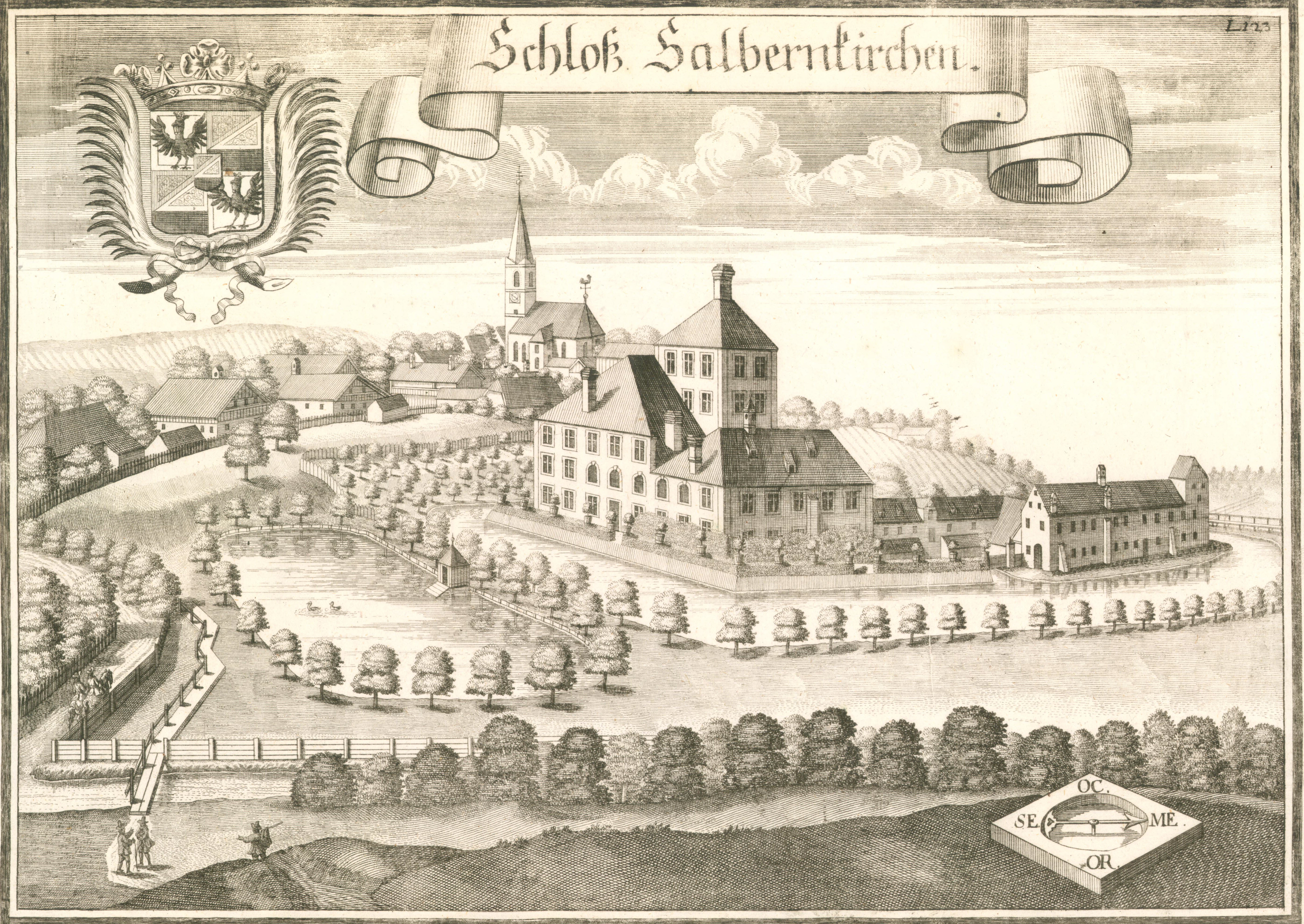
Schloss der Pfaffinger zu Salmanskirchen, Stich von Michael Wening aus 1723

Die Pfarrei war von 1220 bis 1802 dem Augustiner-Chorherrenstift Au am Inn inkorporiert. Ampfing gehörte zum Rentamt Landshut und zum Landgericht Neumarkt des Herzogtums Bayern. Über die Obmannschaft Ampfing übte jedoch das Erzstift Salzburg bis 1803 die niedere Gerichtsbarkeit über seine Untertanen in diesem Gebiet aus.

### Ab dem 19. Jahrhundert
Ampfing wurde im Zuge der Verwaltungsreformen in Bayern 1818 eine selbstständige politische Gemeinde. Zu ihr gehörten die Teilorte Dirlafing, Eichheim, Furth, Hagenau, Haid, Hinmühl, Holzgasse, Holzheim, Lain, Notzen, Peitzabruck, Point, Rabein, Reit, Schicking, Weidachmühle, Wimpasing und Zollbruck. 1871 ist der Bahnhof Ampfing der Bahnstrecke München–Simbach in Betrieb.
Gegen Ende des Zweiten Weltkriegs befanden sich hier verschiedene Zwangsarbeitslager sowie das KZ-Außenlager – Waldlager V/VI des KZ Dachau, es war das zweitgrößte KZ-Außenlager des KZ-Außenlagerkomplexes Mühldorf.
Das 1978 eingegliederte Salmanskirchen war einer der Hauptsitze des Adels- und Rittergeschlechts der Pfaffinger, die das Schloss von Salmanskirchen 1342 errichteten. Von diesem Schloss ist nur noch die Kirche (die damals von den Pfaffinger zu Ehren von Hl. Johannes Baptist und Johannes d. Evangelist geweiht wurde) sowie das Pfarrhaus erhalten. Die Kirche beinhaltet neben einigen Gräbern des Ritter- und Adelsgeschlechts auch verschiedene Abbildungen, u. a. in den Fenstern der Kirche.

### Eingemeindungen
Die Eingemeindungen von Stefanskirchen am 1. Januar 1972 und Salmanskirchen am 1. Januar 1978 im Zuge der Gemeindegebietsreform vergrößerten das Gemeindegebiet.

### Einwohner
Gemäß Bayerischem Landesamt für Statistik  haben sich die Einwohnerzahlen jeweils zum 31. Dezember eines Jahres wie folgt entwickelt:
| Stand | Einwohner |
| ----- | --------- |
| 1960  | 3416      |
| 1970  | 4470      |
| 1980  | 4450      |
| 1990  | 5272      |
| 1995  | 5769      |
| 2000  | 5894      |
| 2005  | 6083      |

| Stand | Einwohner |
| ----- | --------- |
| 2006  | 6086      |
| 2007  | 6066      |
| 2008  | 6077      |
| 2009  | 6074      |
| 2010  | 6074      |
| 2011  | 6114      |
| 2012  | 6129      |

| Stand | Einwohner |
| ----- | --------- |
| 2013  | 6165      |
| 2014  | 6248      |
| 2015  | 6297      |
| 2016  | 6415      |

Seit 1972, dem Jahr der Gemeindereform, hat sich die Einwohnerzahl bis 2016 um 1895 Personen erhöht. Das entspricht einem Wachstum von 41,92 Prozent. In den letzten zehn (fünf) Jahren nahm sie um 5,75 (4,67) Prozent zu.
Zwischen 1988 und 2018 wuchs die Gemeinde von 4982 auf 6576 um 1594 Einwohner bzw. um 32 %.

## Politik

### Gemeindeverwaltung
Bürgermeister ist Josef Grundner (CSU).
Die Gemeindesteuereinnahmen des Jahrs 2016 betrugen 7.877.000 Euro. Der weit überwiegende Teil davon machten die Gewerbesteuereinnahmen (netto) mit 3.404.000 Euro und die Beteiligung an der Einkommensteuer mit 3.256.000 Euro aus.

### Wappen
| Wappen von Ampfing | Blasonierung: „Geteilt von Silber und Blau; oben zwei schräg gekreuzte Morgensterne, unten ein goldener Bohrmeißel.“ |
| Wappen von Ampfing | |

Die Gemeindeflagge erscheint als Banner in der vertikalen Farbenfolge Rot-Gold mit dem Wappen mittig.

## Kultur und Sehenswürdigkeiten

### Bauwerke
- Pfarrkirche St. Margareta

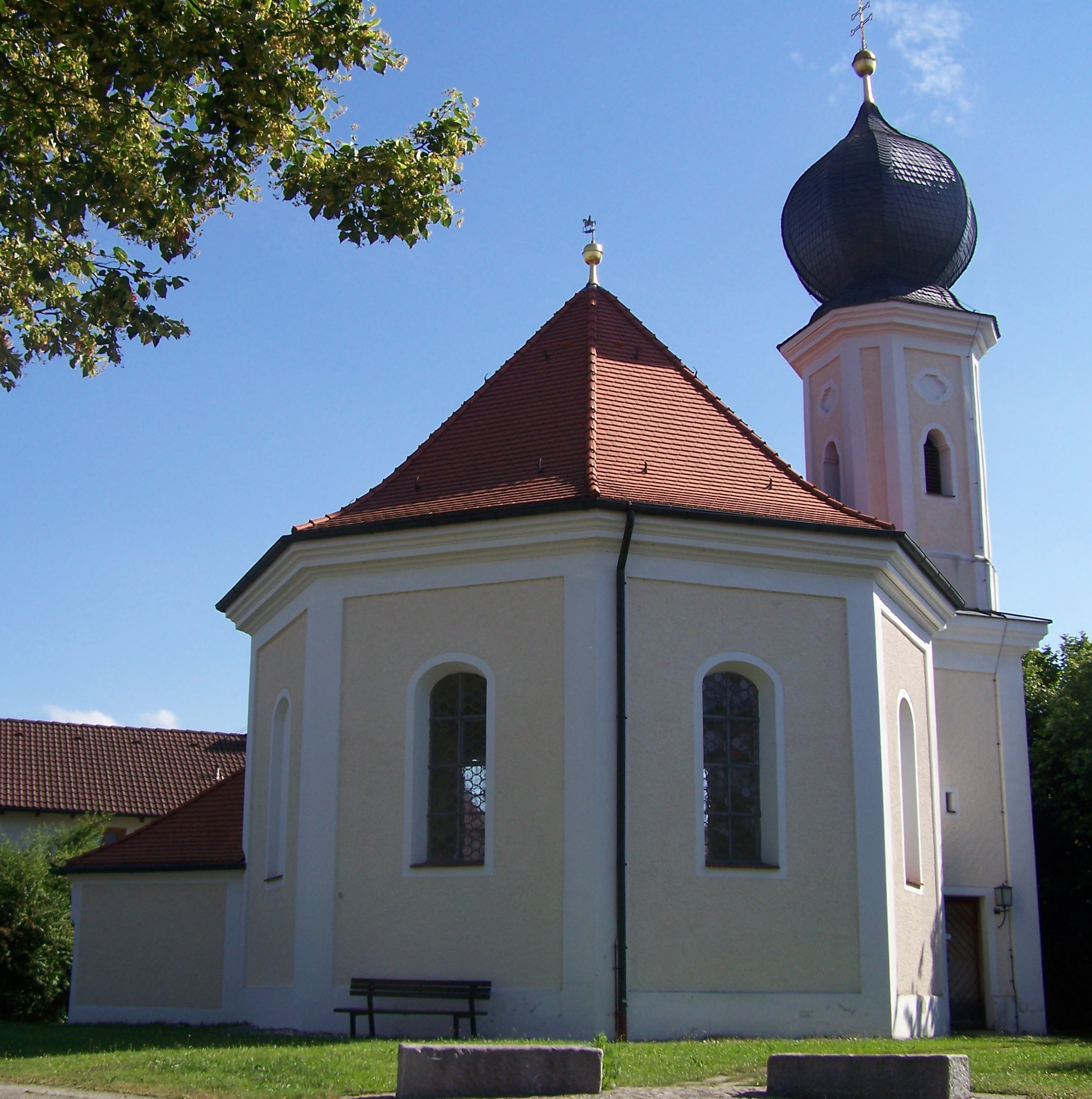
Schweppermannkapelle in Wimpasing

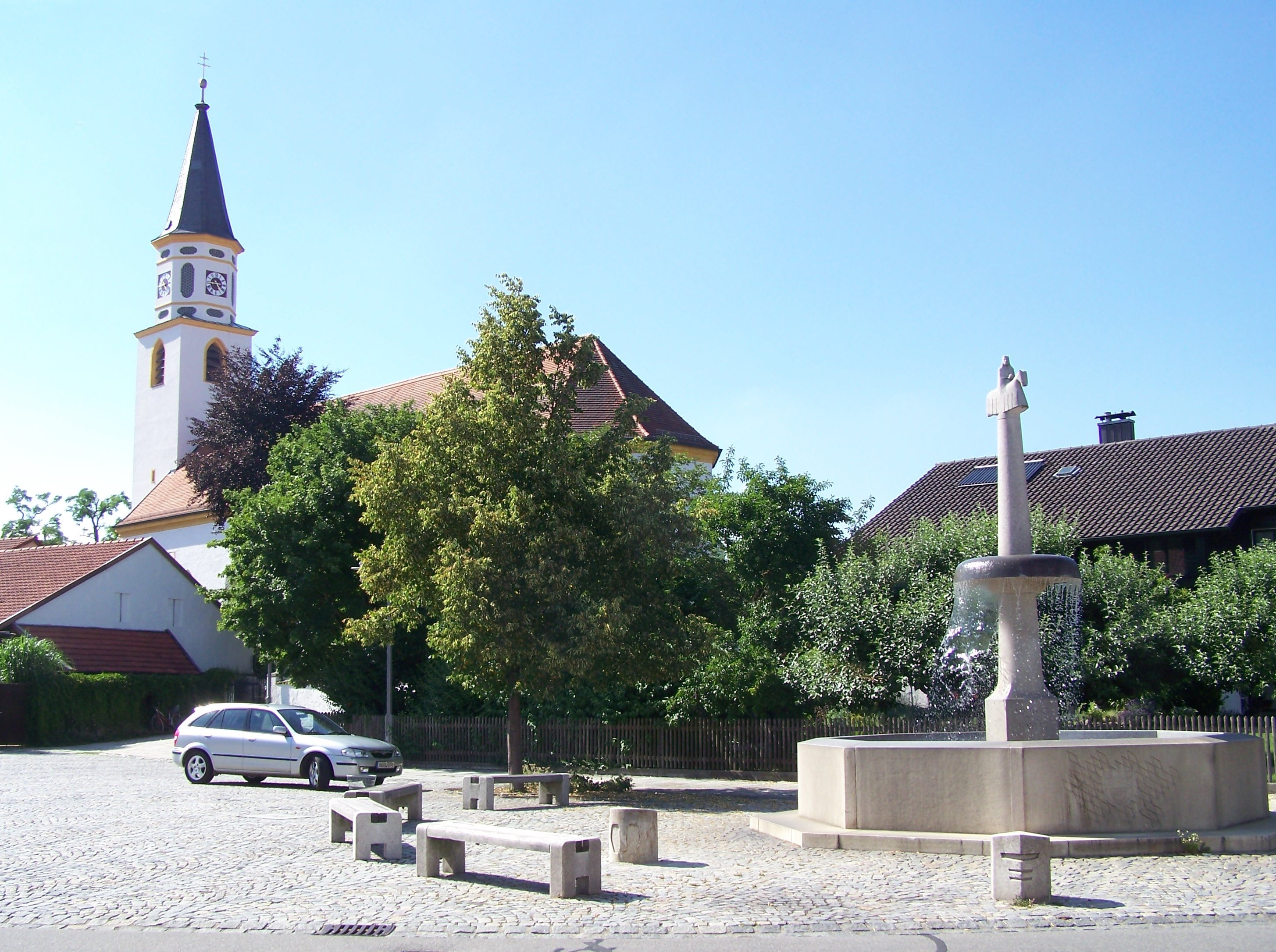
Kirchplatz mit Ludwig-der-Bayer-Brunnen und Pfarrkirche St. Margareta

- Pfarrkirche St. Stephanus in Stefanskirchen. Die ursprünglich gotische Kirche (einem romanischen Vorgänger folgend) wurde im 18. Jahrhundert barockisiert, 1882–1887 erweitert und im neugotischen Stil umgestaltet (regotisiert). Die letzte Maßnahme bestimmt bis heute das Erscheinungsbild.
- Filialkirche St. Johannes in Salmanskirchen
- Nebenkirche St. Ulrich (Vogging)
- Schweppermannkapelle
- Theresianum im katholischen Pfarrzentrum
- Schloss Salmanskirchen
- Ruine eines Rüstungsbunkers im Ortszentrum

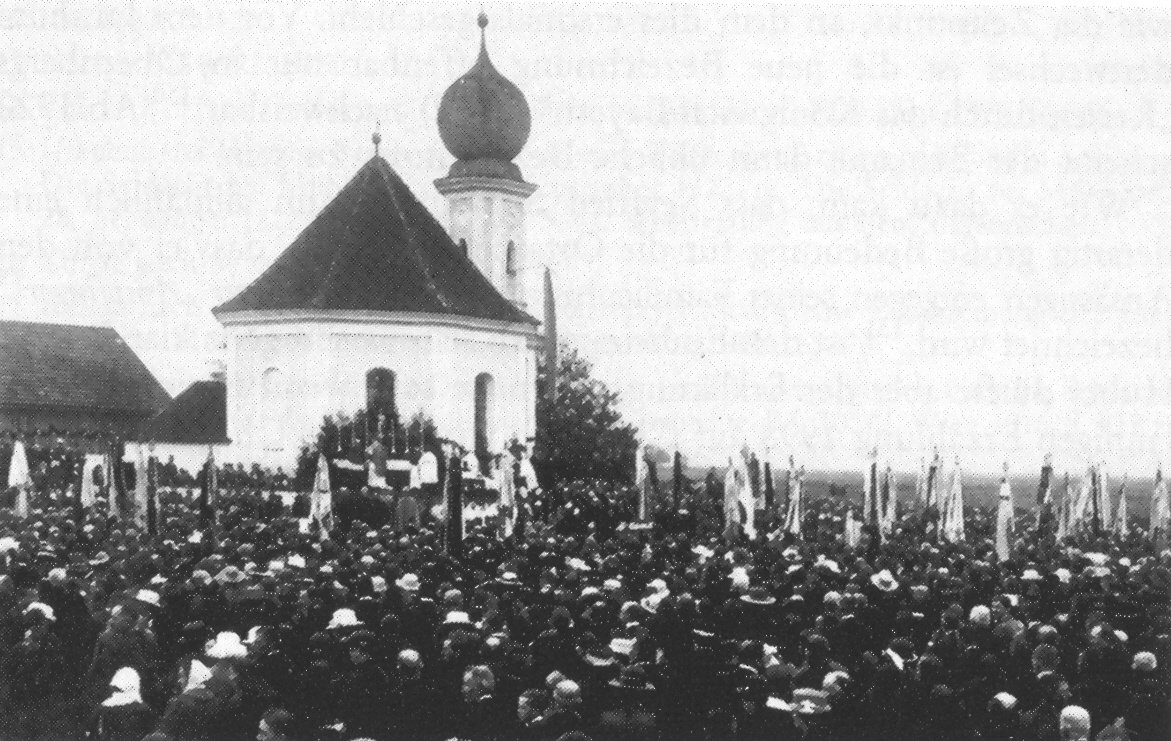
Gottesdienst in Gedenken an die Schlacht bei Ampfing im September 1922.

#### Industriedenkmal

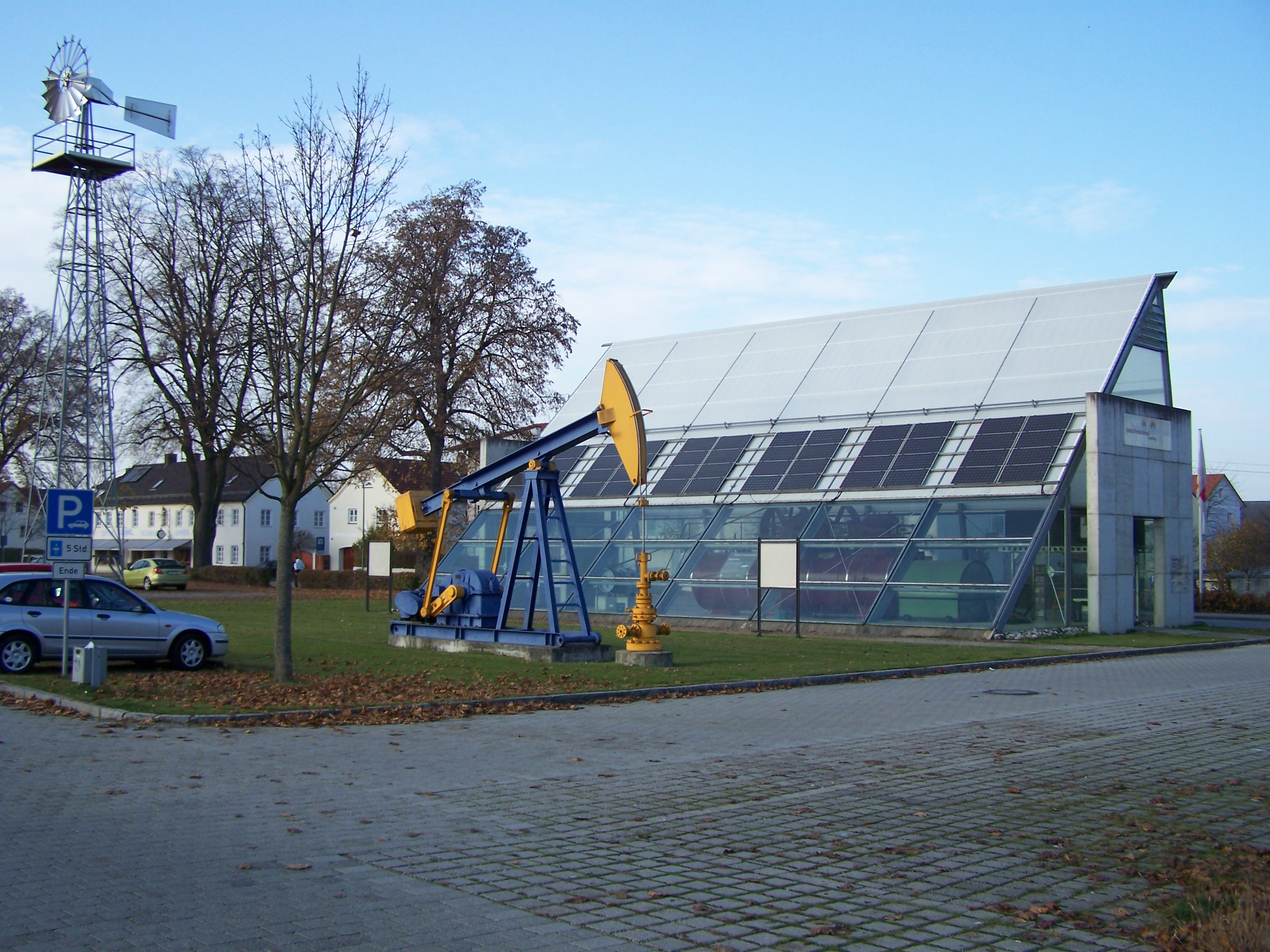
Industriedenkmal am Bahnhof

1998 wurde das Ampfinger Industriedenkmal in der Nähe des Bahnhofs eröffnet. Das Denkmal soll den Bezug der Gemeinde zur Energiegewinnung, der sich seit 1979 auch durch den Bohrmeißel im Wappen widerspiegelt, verdeutlichen. Vier Exponate sind Teil des Industriedenkmals:
- Dampfmaschine: An derselben Stelle stand von 1923 bis 1987 eine Dampfmaschine und erzeugte Energie für ein Sägewerk. Die ausgestellte Maschine wurde 1954 gebaut und steht seit 1970 in Ampfing.
- Windrad: Von 1930 bis 1989 war das Windrad Teil eines Windbrunnens im Gemeindeteil Windstoß.
- Pumpenbock: Zwischen 1954 und 1997 förderte die Mobil Oil AG auf Ampfinger Boden insgesamt 1,4 Milliarden m³ Erdgas und 551.000 t Erdöl.[13] Nach Beendigung der Förderung schenkte Mobil Oil den hier aufgestellten Pumpenbock der Gemeinde.
- Photovoltaikanlage: Auf dem Glaspavillon befinden sich 48 Solarmodule mit einer Spitzenleistung von je 100 Wp. Die hiermit gewonnenen rund 5.000 kWh pro Jahr werden direkt ins örtliche Versorgungsnetz eingespeist.

### Kreuzweg im Isental
2004 wurde der Kreuzweg, der durch Mittel der LEADER-Initiative gefördert wurde und von Ampfing zur Palmberger Kirche führt, aufgestellt. Bildhauer Ernst Lechner stellte den Leidensweg Jesu in 14 Stelen aus Jura-Marmor dar.

360°-Panorama vom Ampfinger Kirchturm aus

### Sport
- TSV Ampfing
- Natur- und Erlebnisbad (Grüne Lagune)
- Kartbahn (größte in Bayern)
- SV 1925 Stefanskirchen
- Altschützen Salmanskirchen
- SG Einigkeit Salmanskirchen e. V.

### Theatertradition
Im Zuge der 600jährigen Gedenkfeier der Schlacht bei Ampfing fand 1922 in Ampfing die Uraufführung eines Theaterstücks von Fritz Hacker mit dem Titel Die Kaiserschlacht bei Ampfing statt. Das Stück wurde 1988 und 2022 in Form eines Freilichtspiels unter Mitwirkung hunderter Laien aus der ganzen Region wiederaufgeführt. Die Regie übernahm zuletzt Moritz Katzmair mit den Ampfingern Initiatoren Tobias und Dr. Dominikus Huber als Intendanten.

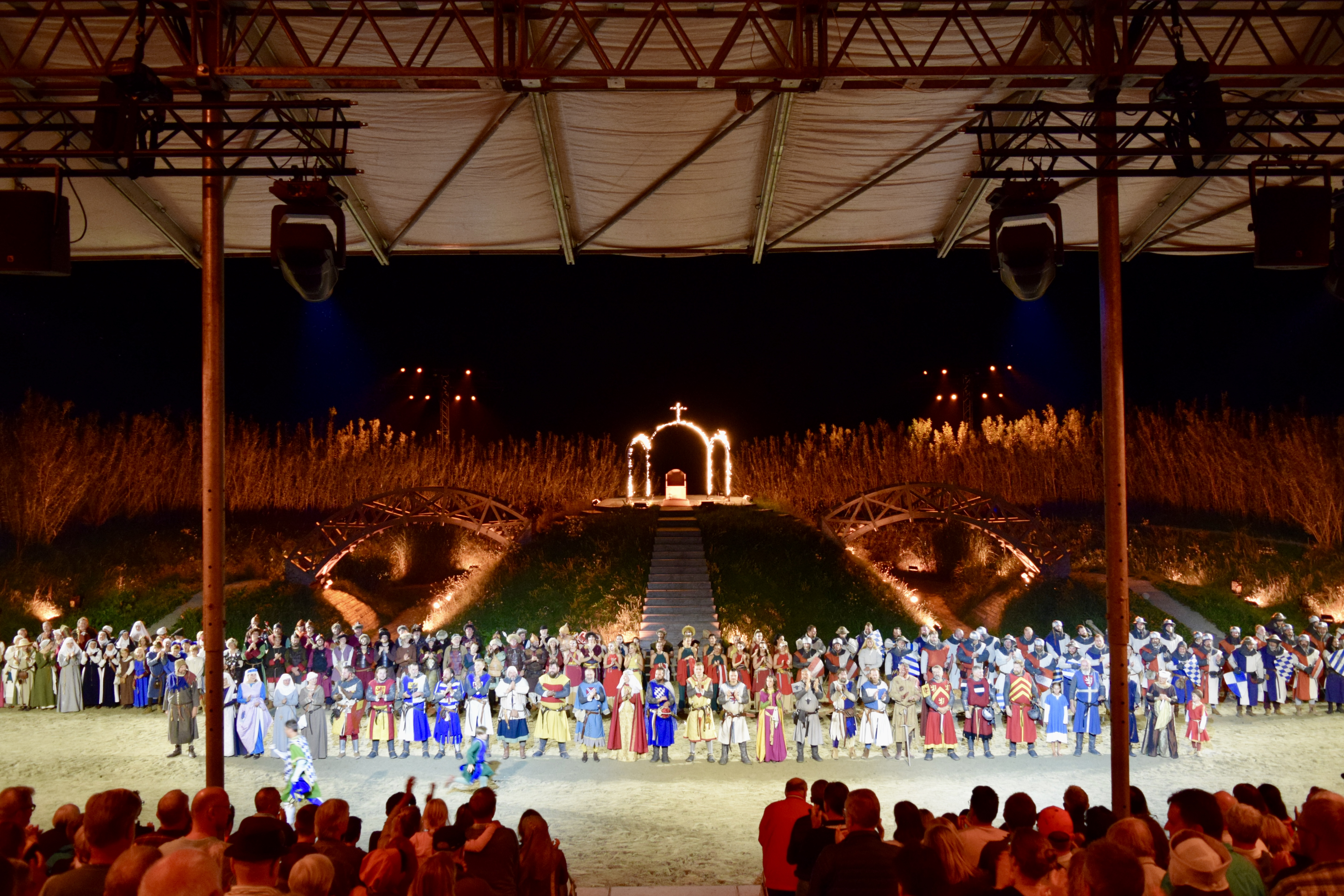
2022er Ensemble vor dem Freilicht-Bühnenbild mit brennender Königskrone.

## Wirtschaft und Infrastruktur
Am 30. Juni 2020 gab es in der Gemeinde 3007 sozialversicherungspflichtige Arbeitsplätze. Von der Wohnbevölkerung standen 3045 Personen in einer versicherungspflichtigen Beschäftigung, so dass die Zahl der Auspendler knapp (um 37 Personen) überwog. 155 Einwohner waren arbeitslos.

### Land- und Forstwirtschaft
Bestanden im Jahr 1999 noch 77 landwirtschaftliche Betriebe, ging deren Zahl bis 2020 auf 60 zurück. Die ansässigen landwirtschaftlichen Betriebe bewirtschafteten 2016 insgesamt 1589 Hektar.
| Betriebsgröße in ha | Anzahl der Betriebe | Anzahl der Betriebe |      |
| Betriebsgröße in ha | 1999                | 2010                | 2020 |
| ------------------- | ------------------- | ------------------- | ---- |
| unter 5             | 8                   | 3                   | 4    |
| 5 bis unter 10      | 11                  | 9                   | 12   |
| 10 bis unter 20     | 12                  | 18                  | 12   |
| 20 bis unter 50     | 43                  | 31                  | 29   |
| 50 oder mehr        | 3                   | 2                   | 3    |
| Gesamt              | 77                  | 63                  | 60   |

### Verkehr
Das Gemeindegebiet wird durchzogen von der Staatsstraße St 2091 (Neumarkt-Sankt Veit – Trostberg) und der Kreisstraße MÜ 38. Im südlichen Gemeindegebiet verläuft die A 94 (München-Pocking) mit der Ampfing seit dem 4. Dezember 2012 über die Anschlussstelle 18 (Waldkraiburg/Ampfing) und zusätzlich über die Anschlussstelle 19 (Mühldorf-West) angebunden ist.
Ampfing liegt an der Bahnstrecke München–Simbach und wird von Regionalzügen der Südostbayernbahn stündlich bedient.
Am nördlichen Ortsrand befindet sich der Flugplatz Ampfing.

### Bildung
Es gibt folgende Einrichtungen:
- 3 Kindertageseinrichtungen mit 271 Plätzen und 258 angemeldeten Kindern (Stand 1. März 2021)
- Grundschule Ampfing mit 236 Schülern (Schuljahr 2020/2021).[16]
- Mittelschule Ampfing mit 269 Schülern der Jahrgangsstufen 5–10 (Schuljahr 2020/2021).[17]

## Persönlichkeiten

### Ehrenbürger
- Ottmar Wimmer, Bürgermeister ab 1990 (ernannt 2018)
- Michael Naglmeier, Bürgermeister bis 1990

### Söhne und Töchter der Stadt
- Hans Baur (1897–1993), Adolf Hitlers Chefpilot und Führer der Flugstaffel „Reichsregierung“
- Lothar Windsperger (1885–1935), Komponist der Romantik und Lektor bei B. Schott & Söhne

### Persönlichkeiten, die mit dem Ort in Verbindung stehen
- Sandra Bubendorfer-Licht (* 1969), Politikerin (FDP), wuchs in Ampfing auf und lebt dort.
- Bernhard Edmaier (* 1957), Fotograf und Geologe, lebt in Ampfing.
- Natalie Hot (* 1992), Pornodarstellerin, lebte und arbeitete zwei Jahre in Ampfing.
- Marcel Huber (* 1958), Politiker (CSU), wuchs in Ampfing auf und lebt dort.
- Tobias M. Huber (* 1988), Film- und Werbeproduzent, wuchs in Ampfing auf.
- Roland Kneißl (* 1963), Fußballspieler und Manager.
- Harald Mothes (* 1956), DDR-Fußball-Nationalmannschaftsspieler, lebt in Ampfing.
- Gerd von Haßler (1928–1989), deutscher Journalist, Hörspielsprecher, Musiker, Autor und Produzent, lebte und arbeitete in Ampfing.